# Учебный поток
Пото́к или уче́бный пото́к в высших учебных заведениях, использующих курсовую систему обучения — несколько учебных групп одной или схожих специальностей. Как правило, лекция читается в больших аудиториях для всего потока, в то время как семинар, лабораторное или практическое занятие проводится для каждой группы по отдельности. Такая система позволяет экономить время квалифицированных лекторов. Однако в случаях, когда на факультете к одному потоку относятся студенты не одной специальности, а нескольких схожих, то из-за разницы учебных планов лекция читается для одной конкретной группы.
При поточной системе экзамены могут приниматься экзаменационной комиссией (или лектором с одним-двумя ассистентами) как традиционным способом, по группам, так и у всего потока, не делая различия между группами.
В некоторых университетах учебные потоки отсутствуют, лекции и семинары читаются каждой группе по отдельности (хотя и при этом одним и тем же преподавателем). В ряде вузов отсутствуют большие аудитории, поэтому лекции в них читаются для отдельных групп или же потоки разделяются на две-три части по две-четыре группы с таким расчётом, чтобы часть могла разместиться в аудитории.